# Honkasaari (ö i Finland, Norra Österbotten, Oulunkaari, lat 65,15, long 27,82)
Honkasaari är en ö i Finland. Den ligger i sjön Korpinen och i kommunen Pudasjärvi i den ekonomiska regionen  Oulunkaari  och landskapet Norra Österbotten, i den centrala delen av landet, 600 km norr om huvudstaden Helsingfors. Öns area är 1,2 hektar och dess största längd är 180 meter i öst-västlig riktning.